# Chipatá
Chipatá – miasto w Kolumbii, w departamencie Santander.